# Yusuke Hagihara
Yusuke Hagihara (萩原雄祐?, Hagihara Yūsuke; Osaka, 28 marzo 1897 – Tokyo, 29 gennaio 1979) è stato un astronomo giapponese.
Hagihara contribuì alla meccanica celeste e alla teoria perturbativa e scrisse due libri su questi argomenti. 

## Riconoscimenti
Vinse la medaglia James Craig Watson nel 1960.
Gli è stato dedicato un asteroide, 1971 Hagihara .

## Opere
- Yusuke Hagihara, Celestial mechanics (three volumes; revision of 1947 edition), Cambridge, MA: MIT Press, 1970, ISBN 0-262-08037-0.

- Yusuke Hagihara, Theories of equilibrium figures of a rotating homogeneous fluid mass, Washington, D.C.: U. S. Government Printing Office, 1971.